# Tim Thomas (Basketballspieler)
Timothy Mark Thomas (* 26. Februar 1977 in Paterson, New Jersey) ist ein ehemaliger US-amerikanischer Basketballspieler, der seine gesamte Profilaufbahn in der National Basketball Association (NBA) aktiv war.

## High School
In seinem Seniorjahr (1995/96) auf der Paterson Catholic High School Paterson erreichte Thomas einen Schnitt von 25,3 Punkten und 14,5 Rebounds pro Spiel und wurde in das McDonald’s All-American Team berufen.

## College
Nach seinem ersten Jahr an der Villanova University meldete er sich zur Draft an. Er wurde 1997 als 7. Spieler von den New Jersey Nets ausgewählt, aber sofort zu den Philadelphia 76ers, für ihren Draftpick Keith Van Horn, transferiert.

## NBA
In seiner ersten NBA-Saison wurde Thomas in das NBA All-Rookie Second Team berufen. 1999 wechselte er zu den Milwaukee Bucks, wo sein Mitspieler Ray Allen über ihn sagte, er könne einer der besten Spieler der Liga sein, wenn er denn wolle. Diese Aussage spiegelte gleichzeitig die in NBA-Kreisen weitverbreitete Meinung wider, Thomas mache nicht genug aus seinem Talent. Nach der Saison 2001/02 erhielt Thomas bei den Bucks einen Sechs-Jahres-Vertrag.
2004 wurde Thomas gegen Keith Van Horn zu den New York Knicks transferiert, aber schon im Jahr 2005 wechselte er zusammen mit Michael Sweetney unter anderem im Tausch mit Eddy Curry weiter zu den Chicago Bulls. Aufgrund seiner mangelhaften sportlichen Einstellung fiel Thomas aber schon bald in Ungnade bei den Bulls und wechselte noch innerhalb der Saison zu den Phoenix Suns, bei denen er in den Play-offs überzeugen konnte.
Am 13. Juli 2006 unterzeichnete Thomas einen Vier-Jahres-Vertrag bei den Los Angeles Clippers, wo er allerdings nicht mehr an sein in Phoenix erreichtes Niveau anknüpfen konnte und wo er am 21. November 2008 wiederum zu den New York Knicks transferiert wurde.
Am 19. Februar 2009 wechselte Thomas zusammen mit Jerome James und Anthony Roberson im Tausch für Larry Hughes zu den Chicago Bulls zurück.
Am 14. Juli 2009 wurde er aus dem mit den Bulls laufenden Vertrag, welcher noch ein Jahr lief und Thomas 6,5 Millionen US-Dollar an Gehalt gebracht hätte, herausgekauft.
Am 28. Juli 2009 unterschrieb er bei den Dallas Mavericks einen Einjahresvertrag. Am 18. August 2010 unterzeichnete er bei den Mavs für ein weiteres Jahr. Im Oktober desselben Jahres ließ er verlauten, dass er künftig nicht mehr für das Team auflaufen wird.

## Auszeichnungen
- 3× Mitglied des All-American High School Teams (1994, 1995, 1996)[7]
- McDonald’s All-American Team (1996)
- Sporting News Freshman of the year (1997)
- NBA All-Rookie Second Team (1998)